# Seres wardi
Seres wardi är en stekelart som beskrevs av Van Noort 1993. Seres wardi ingår i släktet Seres och familjen fikonsteklar. Inga underarter finns listade i Catalogue of Life.